# Novyï Svit (Crimée)
Novyï Svit (en ukrainien : Новий Світ) ou Novy Svet (en russe : Но́вый Свет ; en tatar de Crimée : Novıy Svet) est une commune urbaine de la république autonome de Crimée, en Ukraine, occupée par la Russie depuis 2014, et une station balnéaire sur la mer Noire. Sa population s'élevait à 1 100 habitants en 2013.
Novyï Svet est administrativement rattachée à la ville de Soudak.

## Géographie
Novyï Svit est située sur le littoral sud-est de la péninsule de Crimée, au bord de la baie de Soudak, à 4 km au sud-ouest de Soudak et à 67 km à l'est de Simferopol.
Le climat sec et ensoleillé est favorable au développement de plantes rares, comme le Pinus stankewiczii ou pin de Soudak, un conifère endémique, dont plus de 5 000 représentants poussent ici. Certains ont plus de deux cents ans. La réserve botanique de Novyï Svet, créée en 1974, couvre 470 hectares. Les montagnes qui tombent à pic dans la mer, les forêts de genévrier et les pins de Soudak et d'autres plantes rares formant un paysages particulièrement spectaculaire. Pour cette raison, de nombreux films y furent tournés à l'époque soviétique.

## Histoire

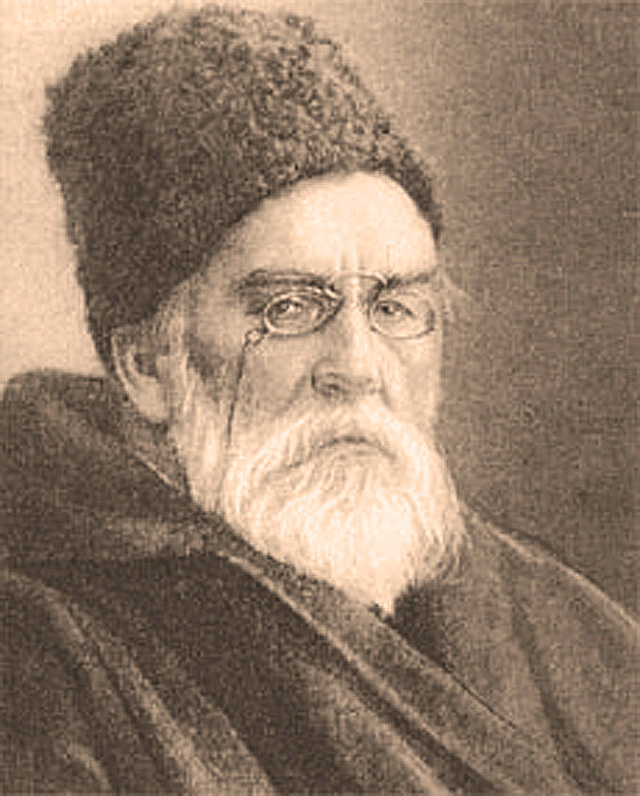
Le prince Lev Golitsyne, en 1878, fut le créateur du champagne russe élaboré à partir de ses vignobles de Novyï Svet

Novyï Svit, littéralement « Nouveau Monde », est célèbre pour son vin mousseux, qualifié de « champagne », dont la production fut introduite en 1878 par le prince Lev Golitsyne. Ce riche propriétaire était chercheur et viticulteur et vécut quarante ans à Novyï Svet. Il acheta des terres, agrandit les vignobles, fit construire un bâtiment dans le style d'un château médiéval, surmonté de quatre tours, fit aménager des routes. Ses efforts pour améliorer la qualité du produit furent récompensés par une médaille d'or au salon mondial du champagne, à Paris, en 1900. Le bâtiment voisin est occupé par le musée Golitsyne, aujourd'hui appelé le musée historique du champagne. La cave est devenue une salle de dégustation. Outre onze variétés de vin mousseux local, on trouve un « mélange », qui est à la fois bon marché et populaire. Golitsyne avait une importante collection de vin de plus de 30 000 bouteilles de toute l'Europe. Les bouteilles de l'époque sont stockées dans les caves de la montagne Khoba-Kaïa, qui sont constituées de grottes naturelles et de plusieurs kilomètres de tunnels faits spécialement. Des « nids d'abeille » creusés dans les parois permettent d'entreposer les bouteilles.

## Sites
Novyï Svit est l'une des localités les plus pittoresques de la péninsule de Crimée. Elle s'ouvre en amphithéâtre sur la mer, encadrée par les montagnes escarpées de Sokol (qui signifie « faucon », altitude 477 m) au nord-est et de Khoba-Kaïa (167 m) au sud. Ces montagnes changent de couleur au cours de la journée ou après une averse. Novyï Svet compte trois plages désignées par les couleurs que sont censées y prendre les eaux de la mer : verte, bleue et azur. La plage principale ou plage verte, longue de 600 m, est bordée par la station balnéaire de Novyï Svet et les installations de l'entreprise de vin de champagne "Novyï Svet". Au-delà de la montagne de Khoba-Kaïa, se trouve la plage des pirates (Пиратский пляж, Piratski pliaj) ou plage bleue, très étroite. 

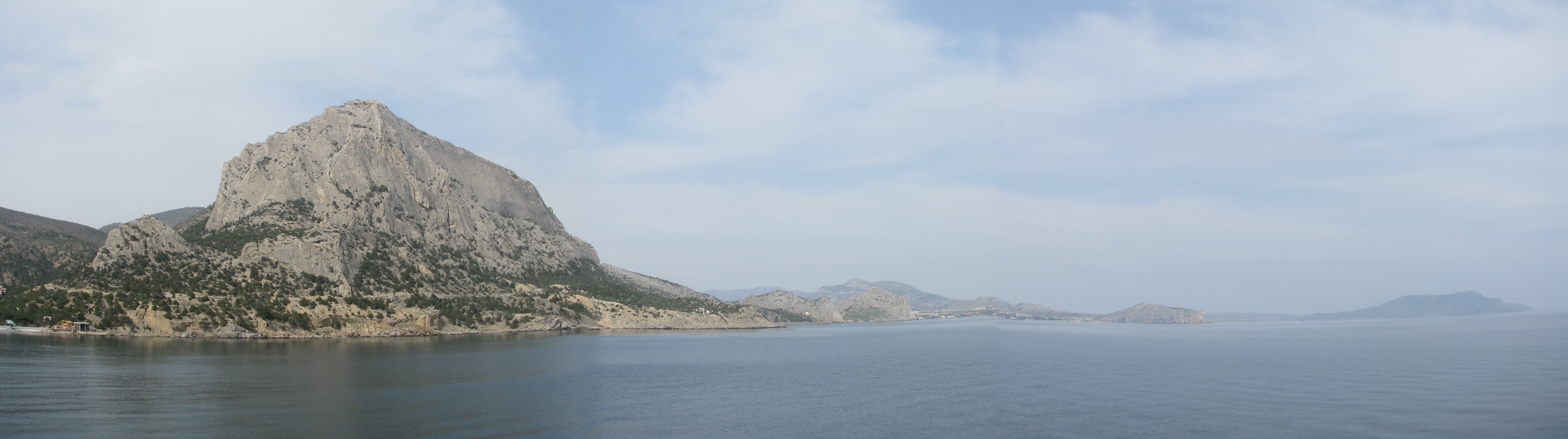
Montagne Sokol (Kush-Kaya)

La troisième plage, au sud-ouest, est la plage azur ou plage du tsar (Царский пляж, Tsarski pliaj). C'est ici que Nicolas II venait se baigner au début du XXe siècle. Cette plage, peu accessible, est longue de 130 m. Le cap Kaptchik, en forme de lézard, s'avance de 600 m dans la mer et sépare la plage bleue de la plage azur. Il est percé par la grotte de la Grâce (Сквозной грот, Skvoznoï grot).

## Population
Recensements (*) ou estimations de la population :
| 1979* | 1989* | 2001* | 2009  |
| ----- | ----- | ----- | ----- |
| 730   | 1 268 | 1 093 | 1 097 |

| 2010  | 2011  | 2012  | 2013  |
| ----- | ----- | ----- | ----- |
| 1 099 | 1 095 | 1 104 | 1 100 |

## Éléments culturels

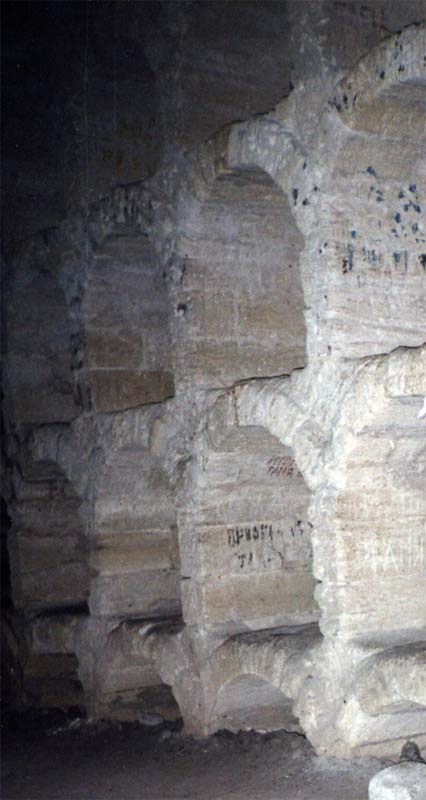
COmpartiments d'une grotte comme cave à vin.
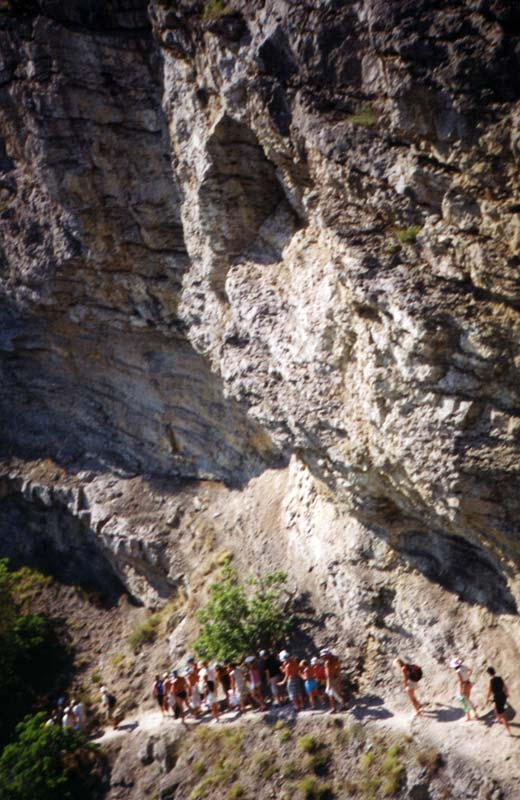
Sentier du faucon classé[2],
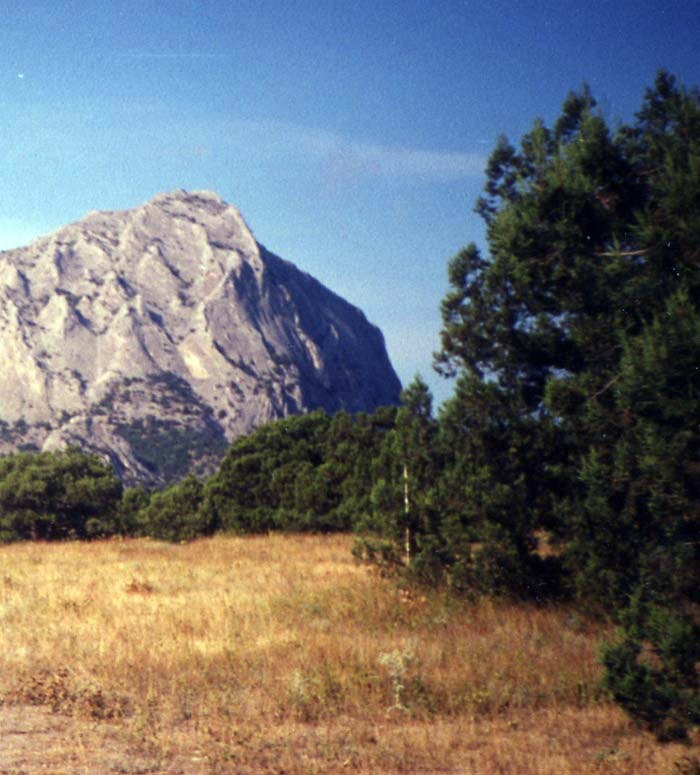
Genévriers à Novyï Svet,
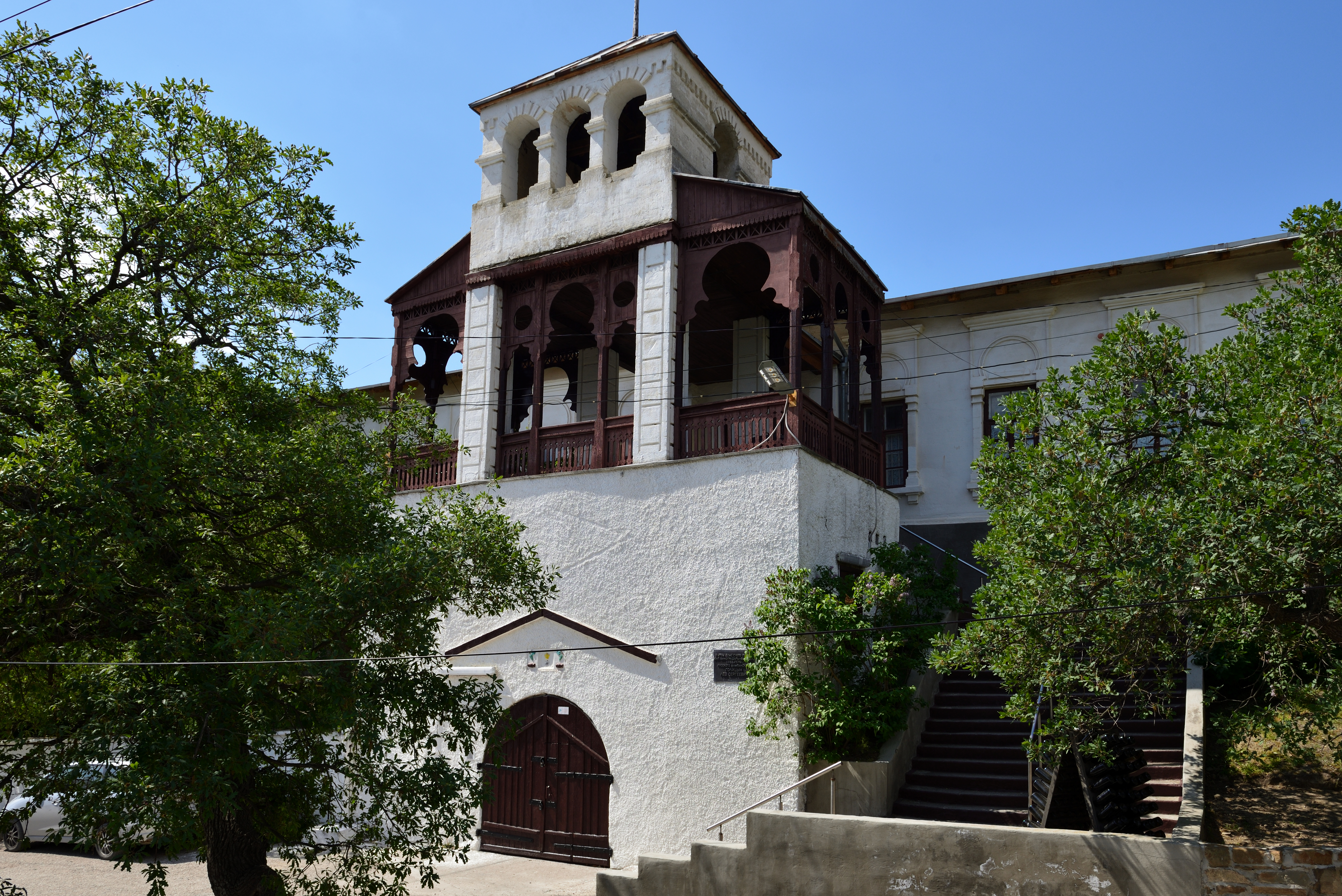
palais Chaliapine classé[3],
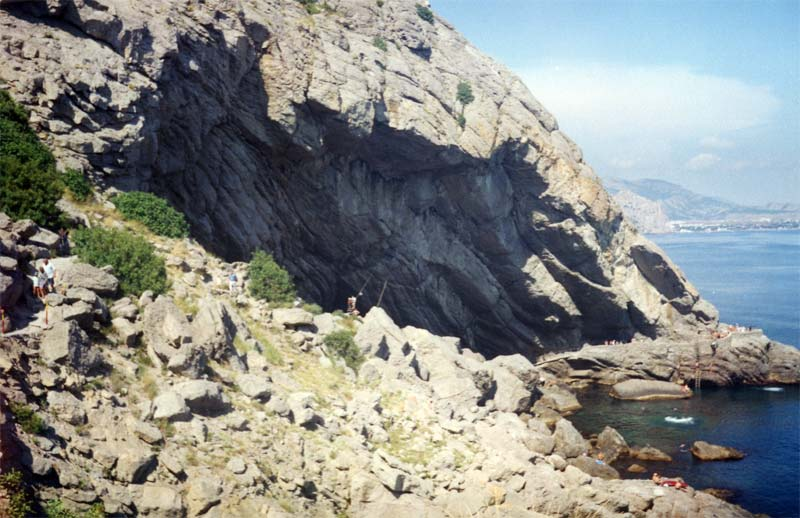
Grotte dite « Grotte Chaliapine » classée[4],